# Новодеревенский сельсовет (Липецкая область)
Новодеревенский сельсове́т — сельское поселение в Липецком районе Липецкой области. 
Административный центр — деревня Новая Деревня.

## История
В соответствии с законами Липецкой области №114-оз от 02.07.2004 и №126-оз от 23.09.2004 Новодеревенский сельсовет наделён статусом сельского поселения, установлены границы муниципального образования.

## Население
| 2010  | 2012  | 2013  | 2014  | 2015  | 2016  | 2017  |
| ----- | ----- | ----- | ----- | ----- | ----- | ----- |
| 2960  | ↘2938 | ↗2964 | ↘2948 | ↗2969 | ↗2972 | ↗3014 |
| 2018  | 2021  |       |       |       |       |       |
| ↘2965 | ↗3369 |       |       |       |       |       |

## Состав сельского поселения
| № | Населённый пункт | Тип населённого пункта          | Население |
| - | ---------------- | ------------------------------- | --------- |
| 1 | Вешаловка        | село                            | ↗702      |
| 2 | Новая Деревня    | деревня, административный центр | ↗2358     |
| 3 | Тужиловка        | деревня                         | ↗62       |